# Anolis alayoni
Anolis alayoni este o specie de șopârle din genul Anolis, familia Polychrotidae, descrisă de Arturo Estrada și Hedges 1995. Conform Catalogue of Life specia Anolis alayoni nu are subspecii cunoscute.